# Lagoa dos Gatos
Lagoa dos Gatos este un oraș în Pernambuco (PE), Brazilia.